# 国会前庭

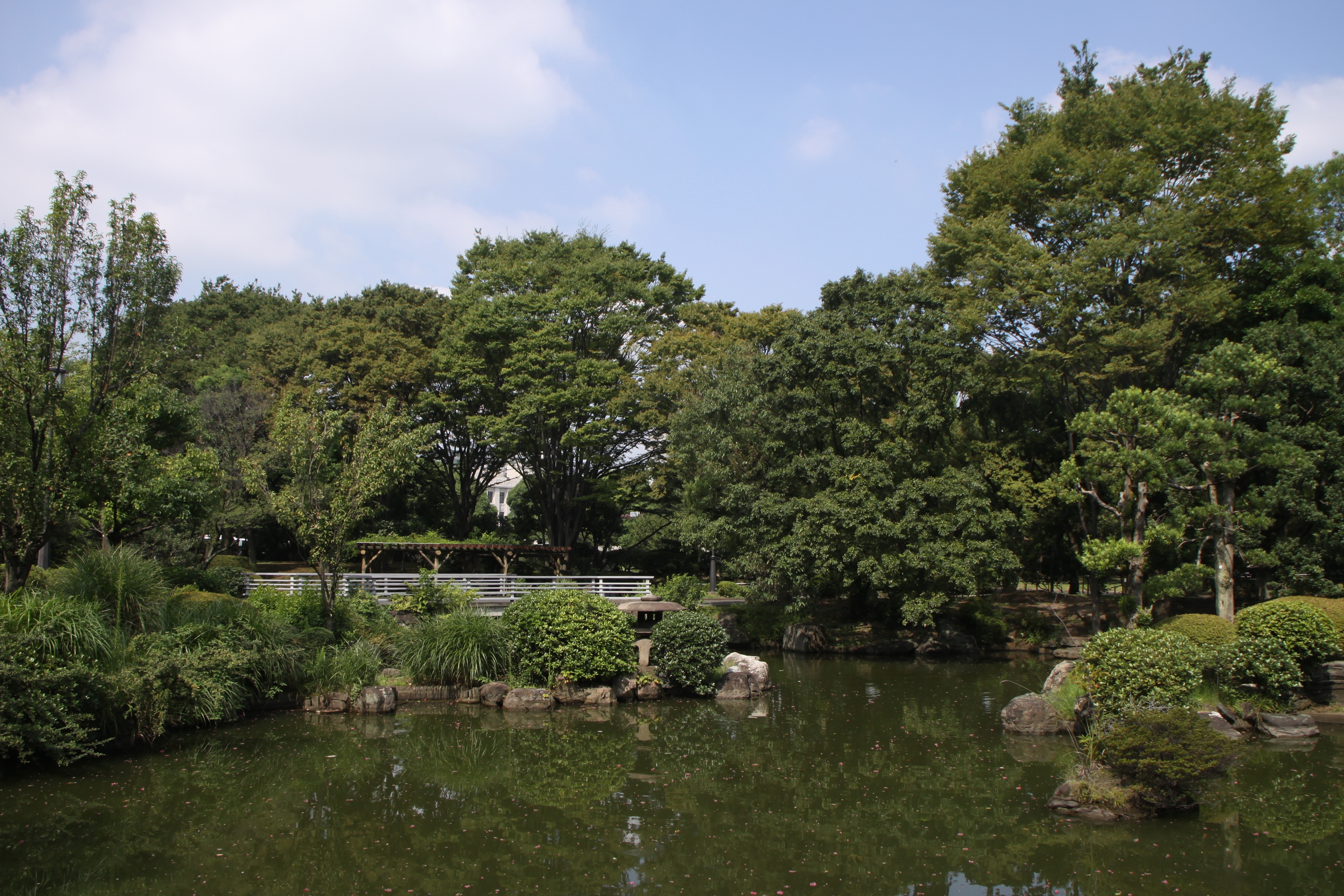
国会前庭の池

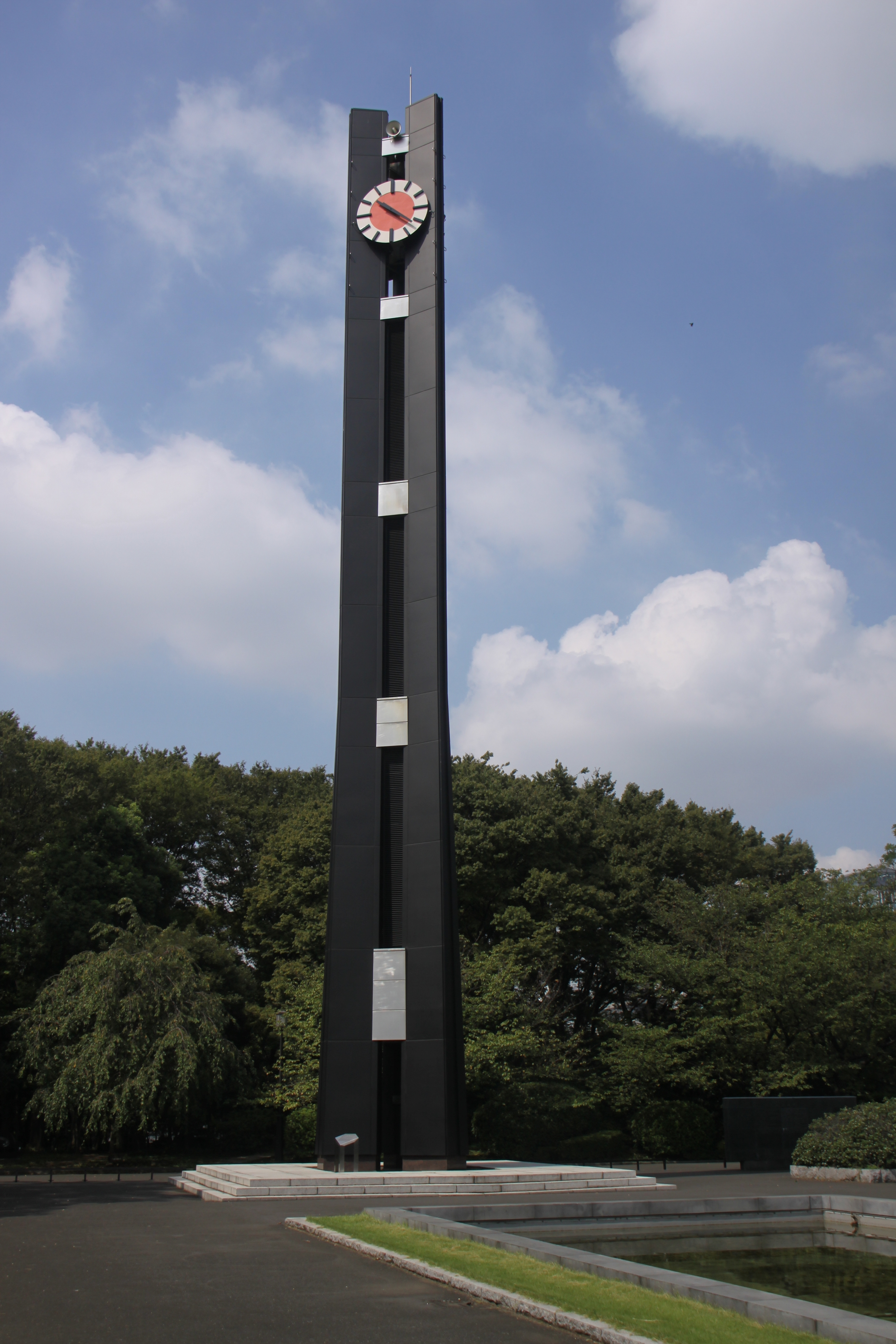
時計塔

国会前庭（こっかいぜんてい）は、東京都千代田区永田町一丁目にある国会議事堂前にある庭園。

## 概要
本庭園は国有地であり、衆議院が管理している。南北に分かれており、北地区は洋式庭園、南地区は和式庭園となっている。
南北の両地区は国会正門からまっすぐ伸びる並木道を挟んで分けられており、地勢の低い霞が関側の正面から国会議事堂を見あげると、国会議事堂を緑の向こう側に美しく際立たせるようになっている。
北地区は、江戸時代の初期は熊本藩主の加藤清正の屋敷、次いで彦根藩井伊氏の上屋敷があったところで、幕末の大老井伊直弼はここから内堀（桜田濠）沿いの道を桜田門に向かう途中の路上で桜田門外の変に遭った。
明治維新後に当地は国有地となり、はじめ弾正台、のちに参謀本部・陸軍省が置かれた。そして陸軍省が廃止された戦後に衆議院の所管に移され、周囲の土地区画整理や道路拡張の後に洋式の庭園に整備された。
北地区の中心には三権分立を象徴するとされる時計塔が建てられており、シンボルになっている。また、軍事的な理由から全国の測量を進めた参謀本部陸地測量部（国土地理院の前身）がこの地に置かれていた名残である日本水準原点が園内に存在することが有名。尾崎行雄の業績を称えて建設され、現在は衆議院が管理している憲政記念館も北地区の敷地内にある。
南地区は、江戸時代は黒田氏や浅野氏の屋敷、明治期以降は有栖川宮邸を経て、霞ヶ関離宮となった場所であった。現在では和風を基調とした回遊式庭園になっている。
うこん桜、ヤエベニオオシマ（八重紅大島）、イチハラトラノオ（市原虎の尾）などのサクラや、ハナミズキ、ハンカチノキといった木が植えられている。

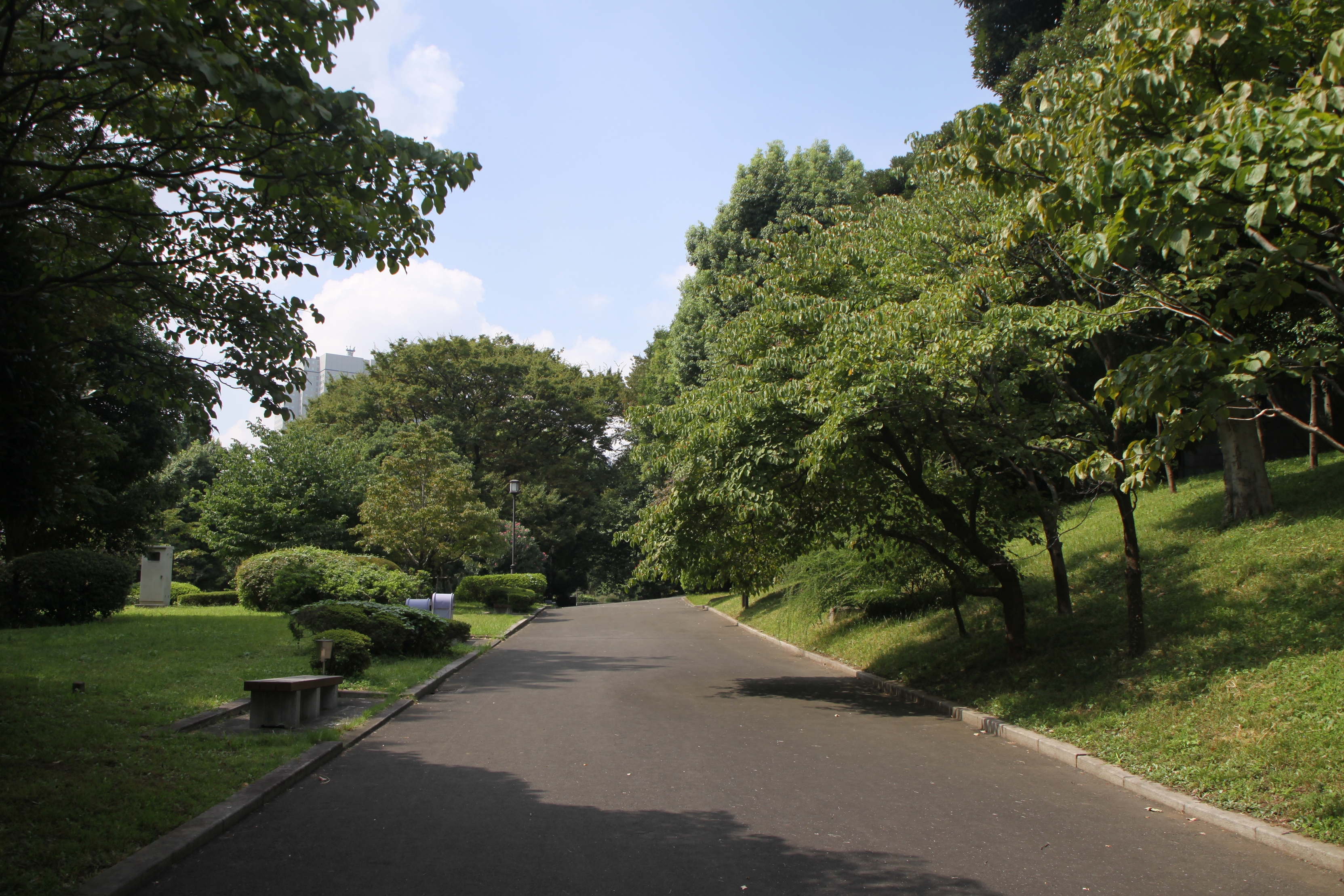
庭園内
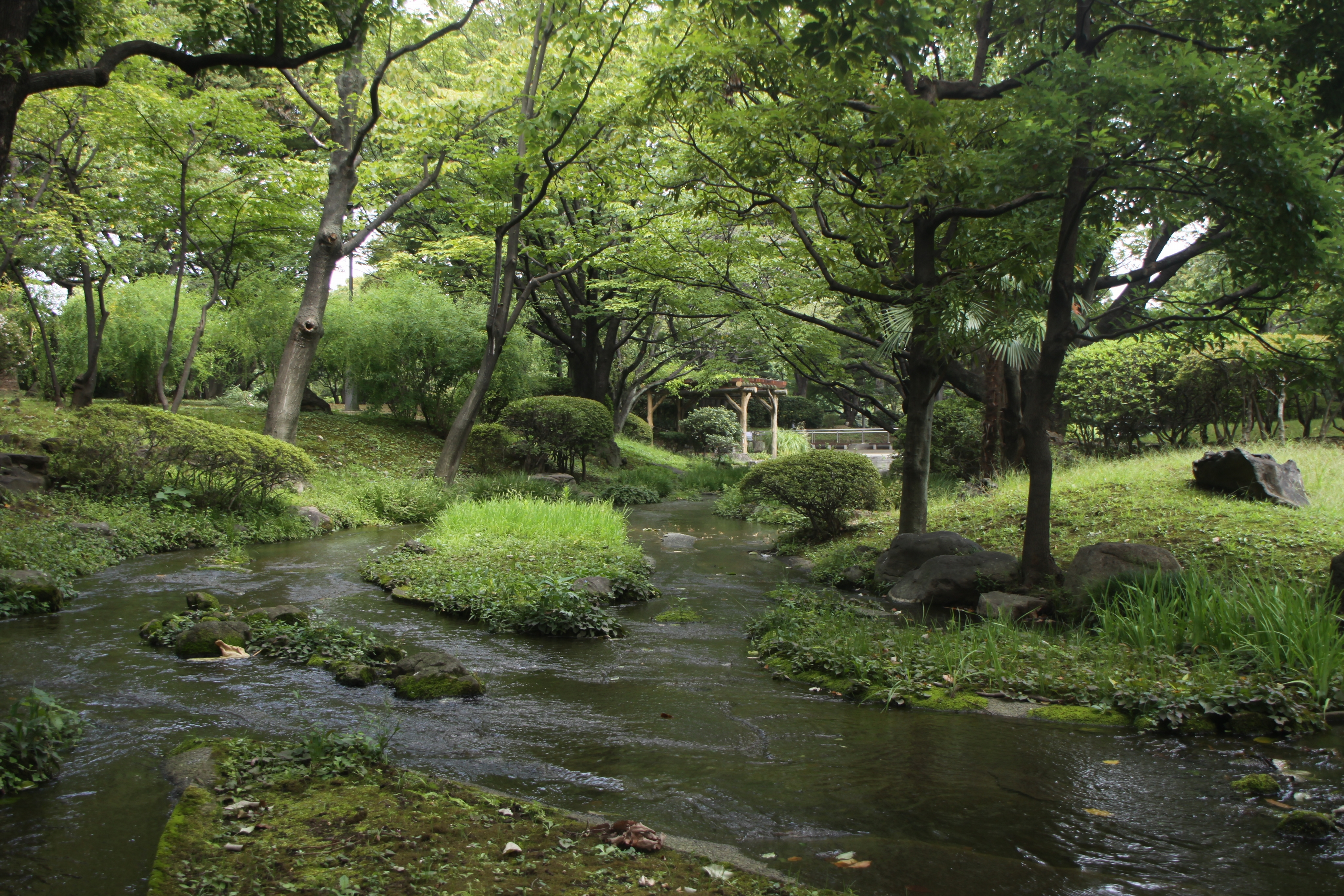
庭園内を流れる小川

## アクセスなど
- 各線地下鉄・永田町駅・国会議事堂前駅より各徒歩5分。国会議事堂正面正門側の前。
- 入園時間:午前9時から午後5時
- 入園料:無料